# Caso Nottebohm
El Caso Nottebohm se refiere a una decisión de la Corte Internacional de Justicia de La Haya del 6 de abril de 1955, donde se determinaban los criterios por el cual Guatemala podía rechazar válidamente la nacionalidad de Liechtenstein que invocaba en su favor Friedrich Nottebohm, un nativo de Alemania establecido en Guatemala entre 1905 y 1943. Esta decisión resultó relevante en el Derecho internacional respecto de los criterios que rigen el reconocimiento de la nacionalidad efectiva de una persona.

## Antecedentes
El 26 de septiembre de 1881 Friedrich Nottebohm nació en la ciudad de Hamburgo (Alemania), situación que le otorgaba de inmediato la nacionalidad alemana. En 1905 Nottebohm emigró a Guatemala y se estableció en dicho país como comerciante, adquiriendo diversas propiedades con el paso de los años, no obstante Nottebohm a lo largo de los años mantuvo contactos con Alemania en razón a que sus familiares directos aún vivían allí, además de mantener relaciones comerciales con diversas firmas germanas. También Nottebohm mantuvo cierto contacto con el Principado de Liechtenstein, donde residía uno de los hermanos del propio Nottebohm desde el año 1931. 
En abril de 1939 Friedrich Nottebohm visitó Alemania, su país natal, pero el 9 de octubre del mismo año, ya iniciada la Segunda Guerra Mundial, Nottebohm viajó a Liechtenstein y solicitó su naturalización en ese país, la cual le fue concedida el 13 de octubre de 1939, emitiéndose a su favor un pasaporte de Liechtenstein el día 20 de ese mismo mes. Con este nuevo pasaporte Nottebohm salió de Liechtenstein en noviembre de 1939 y se dirigió a Suiza, donde pidió una visa al cónsul guatemalteco en Zúrich para regresar a Guatemala, solicitud presentada el 1 de diciembre de 1939.
Nottebohm partió entonces a Alemania y viajó de vuelta a Guatemala a inicios de enero de 1940. Ya en Guatemala, Nottebohm registró su cambio de nacionalidad en el Registro de Extranjeros el 31 de enero de 1940, pidiendo que dicho cambio se mostrase también en su documento de identidad, otorgándosele certificado de extranjero por el Registro Civil guatemalteco. 
En 1943, debido a que Guatemala se había declarado en guerra con Alemania, Friedrich Nottebohm fue arrestado por su condición de alemán y fue deportado a Estados Unidos, donde quedó internado por su calidad de «ciudadano de país enemigo» conforme a los propios registros guatemaltecos. En tanto Liechtenstein carecía de misiones diplomáticas propias y ejercía su representación diplomática a través de Suiza (como sucede hasta la actualidad), en diciembre de 1944 el cónsul suizo en Guatemala reclamó al Ministro de Relaciones Exteriores guatemalteco la inclusión de «Federico Nottebohm, ciudadano de Liechtenstein» en calidad de alemán dentro de las listas de «ciudadanos enemigos» deportados por Guatemala hacia EE. UU.. 
No obstante las autoridades guatemaltecas replicaron de inmediato al cónsul suizo afirmando «no reconocer que el Sr. Nottebohm, nacional alemán domiciliado en Guatemala, haya adquirido la nacionalidad de Liechtenstein sin cambiar su domicilio habitual». 
Al ser liberado en Estados Unidos en 1946 Friedrich Nottebohm trató de regresar a Guatemala, siéndole negada la entrada. En 1949 sus bienes situados en territorio guatemalteco fueron confiscados y Liechtenstein inició en 1951 un proceso ante la Corte Internacional de Justicia de La Haya contra Guatemala, reclamando reparaciones y compensaciones en favor de su ciudadano Friedrich Nottebohm.

## Decisión de la Corte

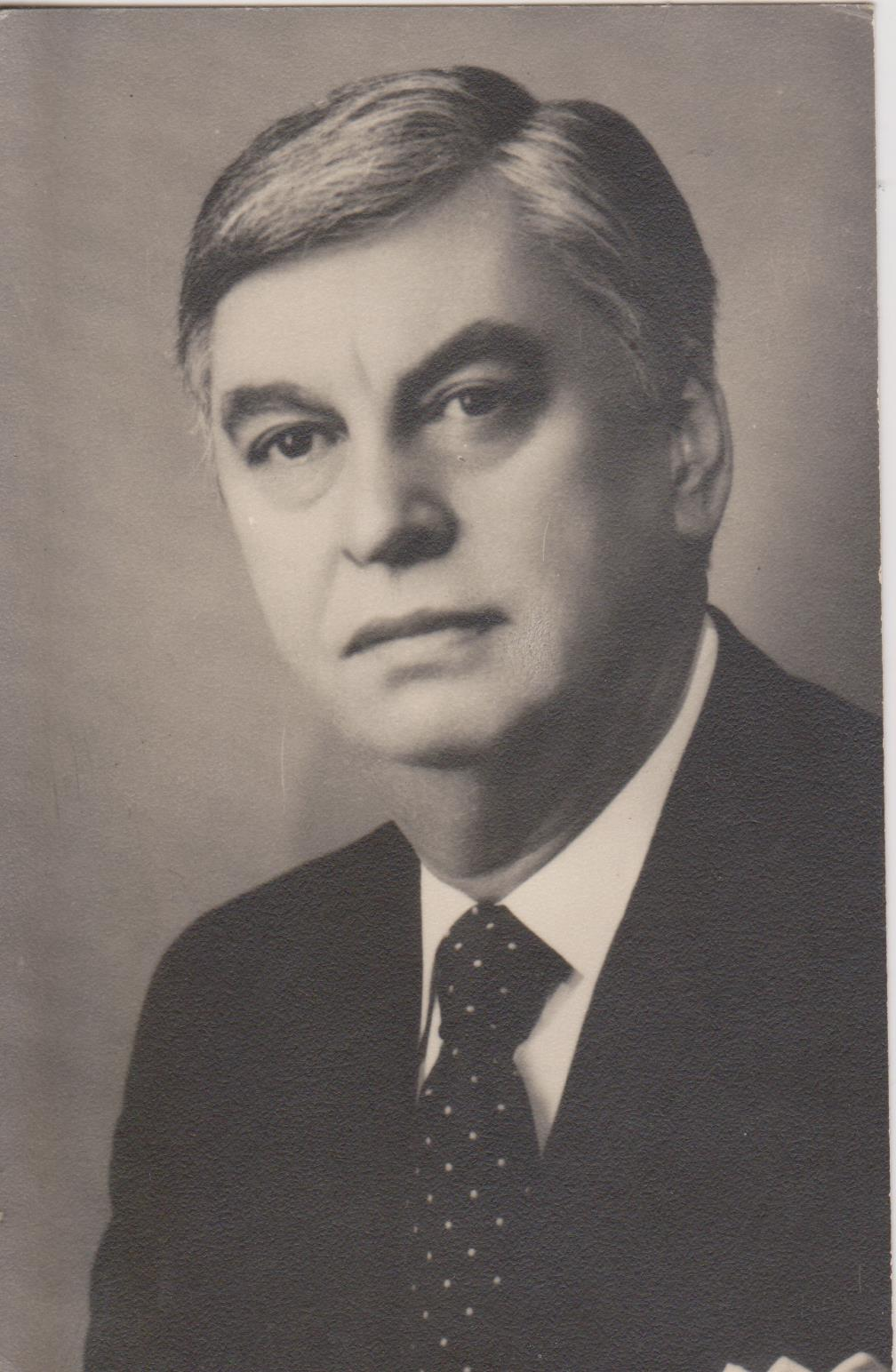
Adolfo Molina Orantes, asesor jurídico de la comisión guatemalteca ante la Corte Internacional de Justicia.

El caso Nottebohm se refiere a la decisión de la Corte Internacional de Justicia en 1955, donde se profundizan los criterios para el reconocimiento de la nacionalidad efectiva de una persona. Friedrich Nottebohm, un ciudadano alemán que había residido en Guatemala durante 34 años, buscó protección diplomática invocando su nacionalidad de Liechtenstein.  
Sin embargo, la Corte demostrará que la vinculación entre Nottebohm y Liechtenstein no era lo suficientemente estrecha y preponderante, y que la naturalización en Liechtenstein fue realizada con el único propósito de cambiar su nacionalidad de un Estado beligerante a uno neutral. La Corte concluyó que Guatemala tenía el derecho de rechazar la validez de la naturalización y que Liechtenstein no podía reclamar reparaciones en nombre de Nottebohm.  
Así la Corte decidió en fallo del 6 de abril de 1955 que no había lugar a la admisibilidad de la demanda; y que por tanto Guatemala no estaba obligada a reconocer la nacionalidad de Liechtenstein adquirida por Nottebohm para los efectos de la protección diplomática.  
La Corte enfatizó la necesidad de una genuina conexión de existencia, intereses y sentimientos, así como la existencia de recíprocos derechos y deberes. Además, excepcionalmente factores como la residencia habitual, los lazos familiares y comerciales, y la sinceridad y seriedad de la naturalización solicitada. En última instancia, la decisión de la Corte limitó la protección diplomática que Liechtenstein pudo ofrecer a Nottebohm y respaldó el derecho de Guatemala de rechazar su nacionalidad reclamada.  